# Acétate d'octyle
L'acétate d'octyle ou éthanoate d'octyle est l'ester de l'acide acétique (acide éthanoïque) avec l'octan-1-ol et de formule semi-développée CH3COO(CH2)7CH3. Il peut être obtenu par réaction entre  ces deux composés :
CH3(CH2)7OH + CH3CO2H → CH3(CH2)7O2CCH3 + H2O
Il s'en trouve dans les oranges, les pamplemousses et les autres agrumes du genre Citrus.
Du fait de son odeur fruitée, l'acétate d'octyle est utilisé comme base pour des arômes artificiels et en parfumerie. Il est aussi employé comme solvant pour la nitrocellulose, des cires, des huiles et certaines résines.